# Orihuela
Pour les articles homonymes, voir Orihuela (homonymie).
Orihuela ([o.ɾi.ˈwe.la], nom castillan et officiel ; Oriola [o.ɾi.ˈɔ.ɫa] en valencien), est une commune d'Espagne de la province d'Alicante dans la Communauté valencienne. Elle est située dans la comarque de la Vega Baja del Segura et dans la zone à prédominance linguistique castillane.
C'est une ville historique avec de nombreux monuments, en particulier des églises. Par sa population, il s'agit de la 4e ville de la province.

## Géographie

Localisation d'Orihuela
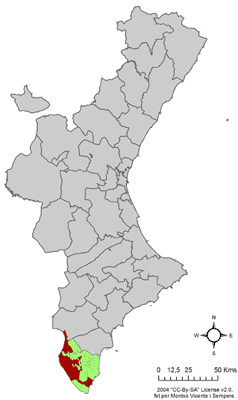
dans la Communauté valencienne.
dans la comarque de la Vega Baja del Segura.

Au centre de la ville habitent 31 750 habitants, alors qu'on en dénombre 20 006 sur la côte méditerranéenne et 23 253 dans les nombreux petits villages de la Huerta d'Orihuela. La ville est traversée par le fleuve Segura, le plus important cours d'eau de la province.

## Sport
La ville dispose de son propre stade, le Stade municipal de Los Arcos, qui accueille la principale équipe de football de la ville, le Orihuela CF.

## Personnalités
- Francisco Desprats (1454-1504), cardinal né à Orihuela.
- Ginés Pérez de la Parra (es) (1548-1600) compositeur né et mort à Orihuela.
- Guillem de Rocafull, Vice-Roi de Majorque; gouverneur général de l'Orihuela entre 1548 et 1553[2]
- María Juana Guillén Ramírez (1575-1607) vénérable augustine, née et morte à Orihuela.
- Mariano Roca de Togores (1812-1889) réside dans le palais des ducs de Pinohermoso à Orihuela.
- Joaquín Agrasot (1836-1919), peintre né à Orihuela.
- Francisco Ballesteros Villanueva (es) (1852-1923) homme politique né à Orihuela.
- José Escudero Bernícola, homme politique né à Orihuela.
- Miguel Hernández (1910-1942) poète né à Orihuela.
- Bernardo Ruiz (1925-2025) coureur cycliste, vainqueur du tour d'Espagne en 1948, né à Orihuela.
- Vicente Escudero Esquer (1920-2006), médecin espagnol, membre du Comité Fédéral du Parti Socialiste Ouvrier Espagnol (PSOE) et maire d'Orihuela entre 1983 et 1986.
- Carolina Pascual (1976- ) gymnaste née à Orihuela.
- Germán Sánchez (1989- ) pilote automobile, entraîné sur la piste de karting d'Orihuela.
- Amado Granell (1898-1972)- Officier de la France Libre, Héros de la Libération de Paris. A été conseillé municipal de la ville dans les années 30.